# Лазички рат
Лазички рат или Колхидски рат вођен је у периоду од 541. до 562. године између Византијског царства са једне и Сасанидске Персије са друге стране. Овај рат је део Византијско-персијских ратова, а завршен је победом Византије. Назив је добио по Лазици, области на источној обали Црног мора (данашња запдна Грузија) на којој је вођен.

## Рат
Повод за избијање рата била је контрола Лазике. Око ње је вођена већина ратних операција. Рат је покренуо персијски цар Хозроје уплашен успесима византијског цара Јустинијана у ратовима против Острогота и Вандала. Персијска војска прво је упала у византијску Сирију и разорила Антиохију затим су операције пренете на обале Црног мора. Хозроје се плашио могућности поновног оснивања Римског царства које би значило крај за персијску државу. Међу историчарима постоји спор око тога да ли је Лазички рат допринео избијању велике куге у Јустинијановом царству која је опустошило Византију, Медитеран и Европу. У сваком случају, рат је темељно исцрпио Византију тако да су Византинци тек након завршетка Готског рата могли своје главне војне ресурсе усмерити на исток. Године 557. закључено је прелиминарно примирје, а пет година касније тзв. Педесетогодишњи мир којим су Византинци, уз плаћање данка Персији, очували контролу над Лазиком.